# Ophrys lepida
Ophrys lepida là một loài thực vật có hoa trong họ Lan. Loài này được S.Moingeon & J.-M.Moingeon mô tả khoa học đầu tiên năm 2005.